# Lucey, Savoie
Lucey este o comună în departamentul Savoie din sud-estul Franței. În 2009 avea o populație de 283 de locuitori.

## Evoluția populației
| An        | 1975 | 1982 | 1990 | 1999 | 2006 | 2009 |
| --------- | ---- | ---- | ---- | ---- | ---- | ---- |
| Populație | 169  | 197  | 225  | 238  | 285  | 283  |